# .st
.st – domena internetowa przypisana do Wysp Świętego Tomasza i Książęcej. Została utworzona 7 listopada 1997. Zarządza nią Tecnisys.